# James Rosenau
James Rosenau (né le 25 novembre 1924 à Philadelphie, et décédé le 9 septembre 2011 à Louisville dans le Colorado), est un politologue et professeur américain. 

## Biographie

### Formation
Diplômé du Bard College en 1948, il obtient ensuite un master à l'université Johns-Hopkins puis un Ph.D en science politique à l'université de Princeton en 1957.

### Carrière universitaire
Il a enseigné à l'université Rutgers et à l'université d'État de l'Ohio avant de rejoindre l'université de Californie du Sud en 1973. De 1984 à 1985, il est président de l'International Studies Association.
Il quitte l'université de Californie du Sud en 1992 en tant que professeur émérite pour intégrer l'université George Washington. Il prend sa retraite en 2009.

### Contributions scientifiques
Ses travaux de recherche portent sur la politique internationale, les relations internationales et la mondialisation. Spécialiste des relations internationales et pionnier dans l'étude de la mondialisation, James Rosenau a été classé par le magazine Foreign Policy parmi les 25 professeurs les plus influents dans les affaires étrangères en 2005,. Il a écrit plus de 35 ouvrages.